# Œuilly (Aisne)
Œuilly (von 1793 bis 1801 Euilly geschrieben) ist eine französische Gemeinde mit 295 Einwohnern (Stand: 1. Januar 2022) im Département Aisne in der Region Hauts-de-France (bis 2015: Picardie). Sie gehört zum Arrondissement Laon und zum Gemeindeverband Chemin des Dames. Die Einwohner nennen sich Uliacois und Uliacoises.

## Geografie
Die Gemeinde Œuilly liegt am rechten Ufer der Aisne am Südrand des Höhenzuges Chemin des Dames, etwa 30 Kilometer nordwestlich von Reims. Nachbargemeinden von Œuilly sind Pargnan im Nordosten, Maizy im Südosten, Les Septvallons im Südwesten sowie Bourg-et-Comin im Nordwesten.

## Bevölkerungsentwicklung
| Jahr      | 1962 | 1968 | 1975 | 1982 | 1990 | 1999 | 2011 | 2022 |
| Einwohner | 229  | 191  | 155  | 191  | 215  | 228  | 281  | 295  |

Im Jahr 1926 wurde mit 296 Bewohnern die bisher höchste Einwohnerzahl ermittelt. Die Zahlen basieren auf den Daten von cassini.ehess und INSEE.

## Sehenswürdigkeiten
- Kirche Saint-Rémi
- Schloss
- Gefallenendenkmal
- Französischer Soldatenfriedhof (Nécropole nationale d’Œuilly)
- Flurkreuze

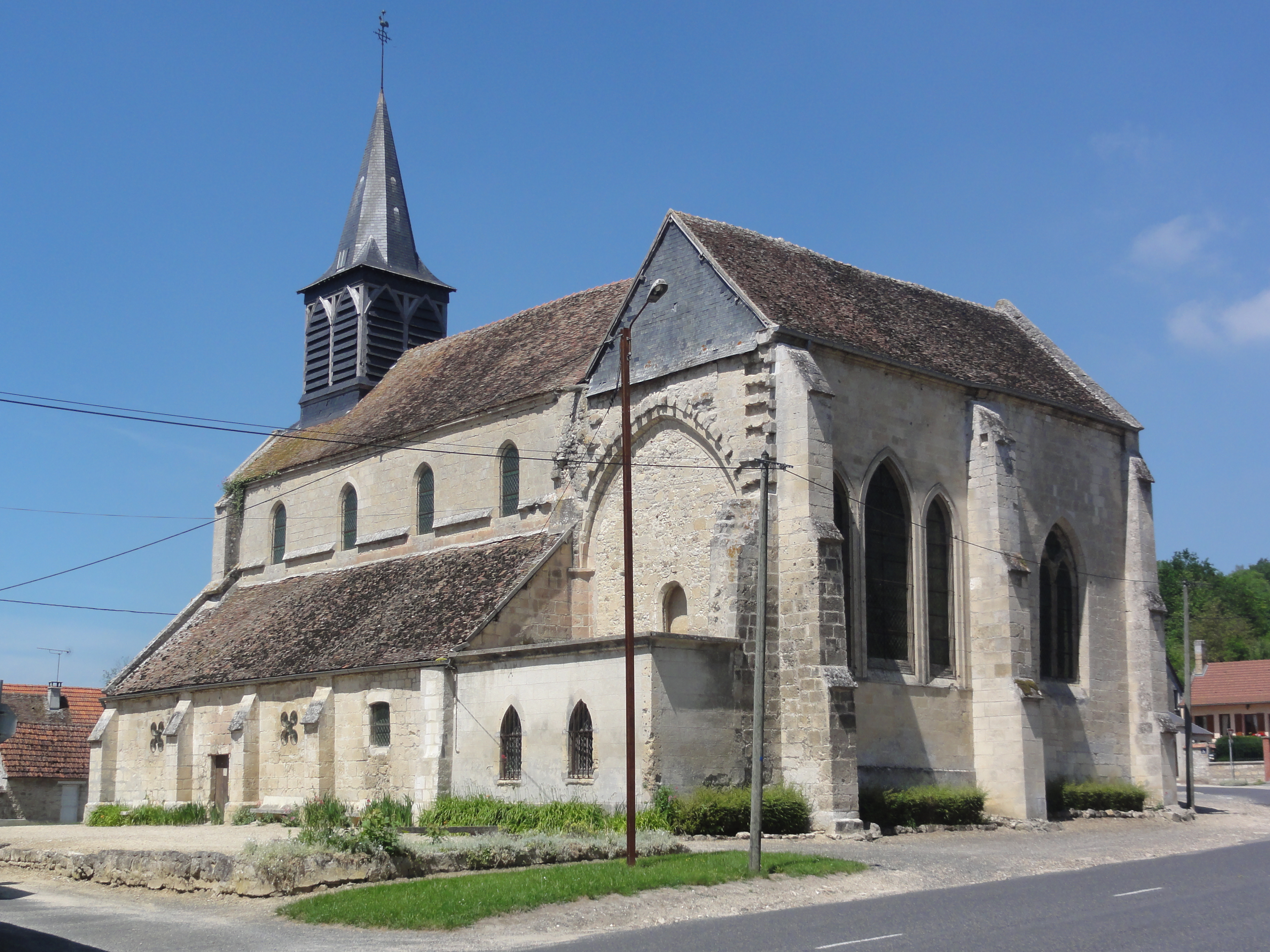
Kirche Saint-Rémi
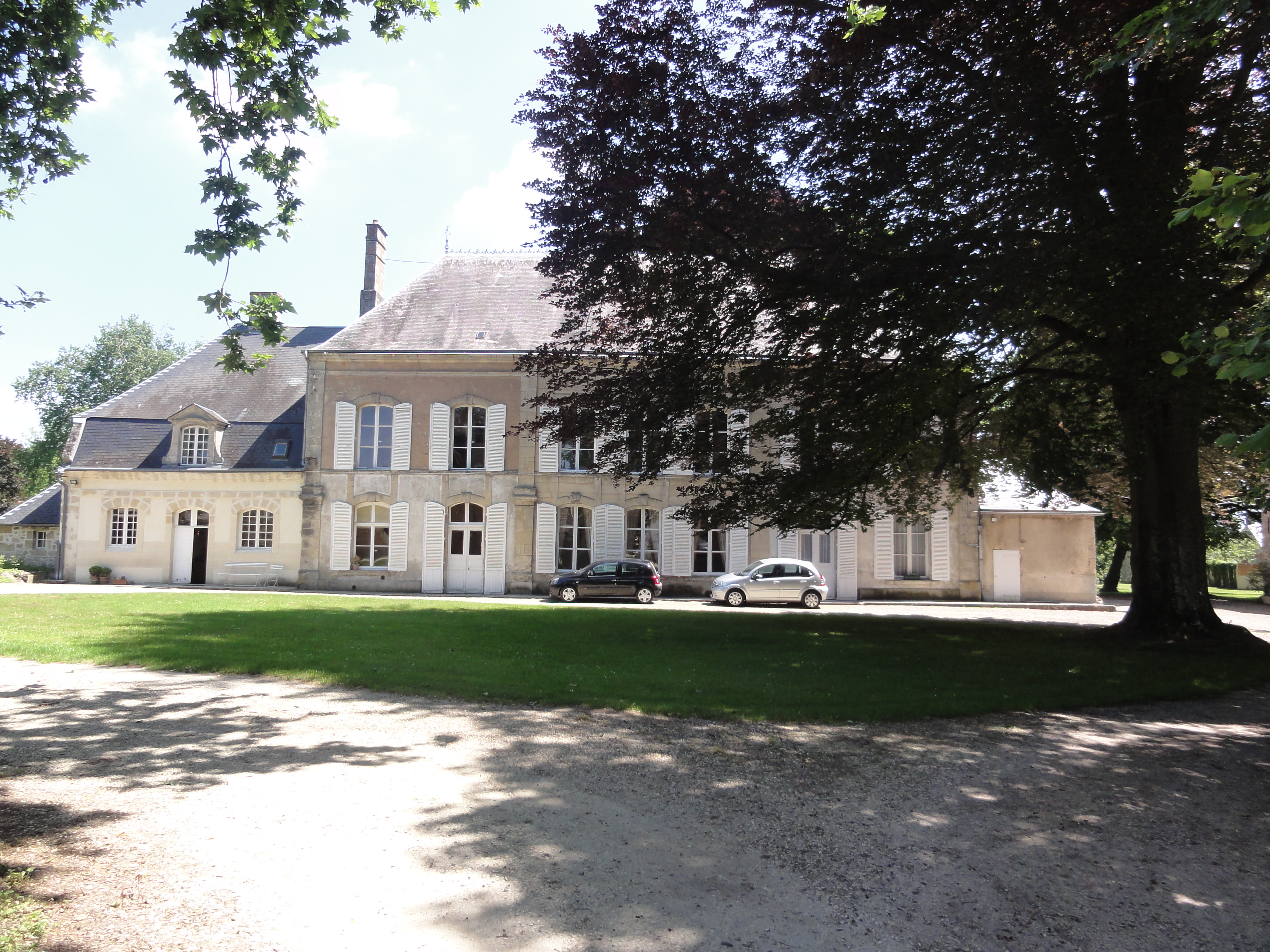
Schloss
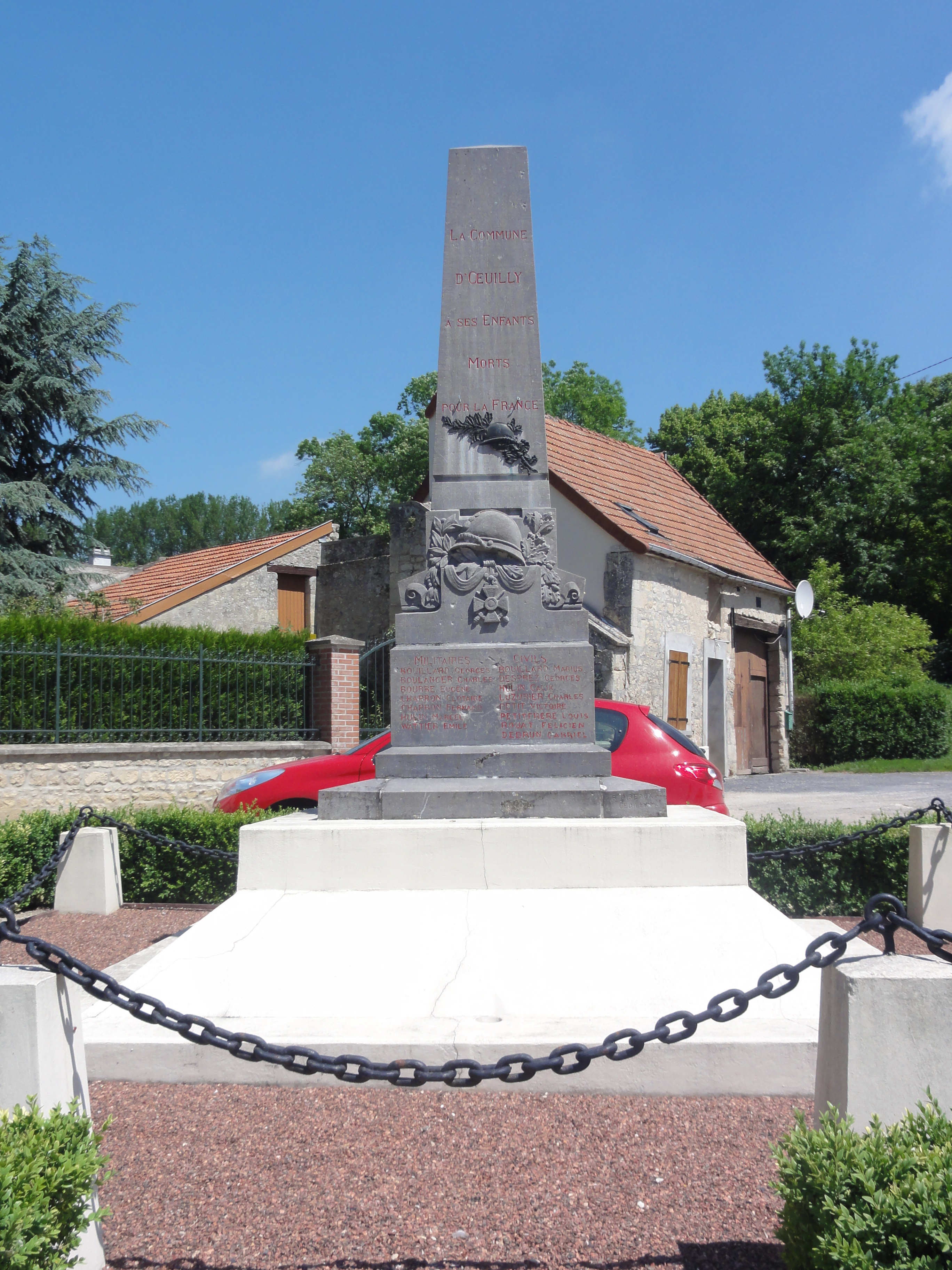
Gefallenendenkmal
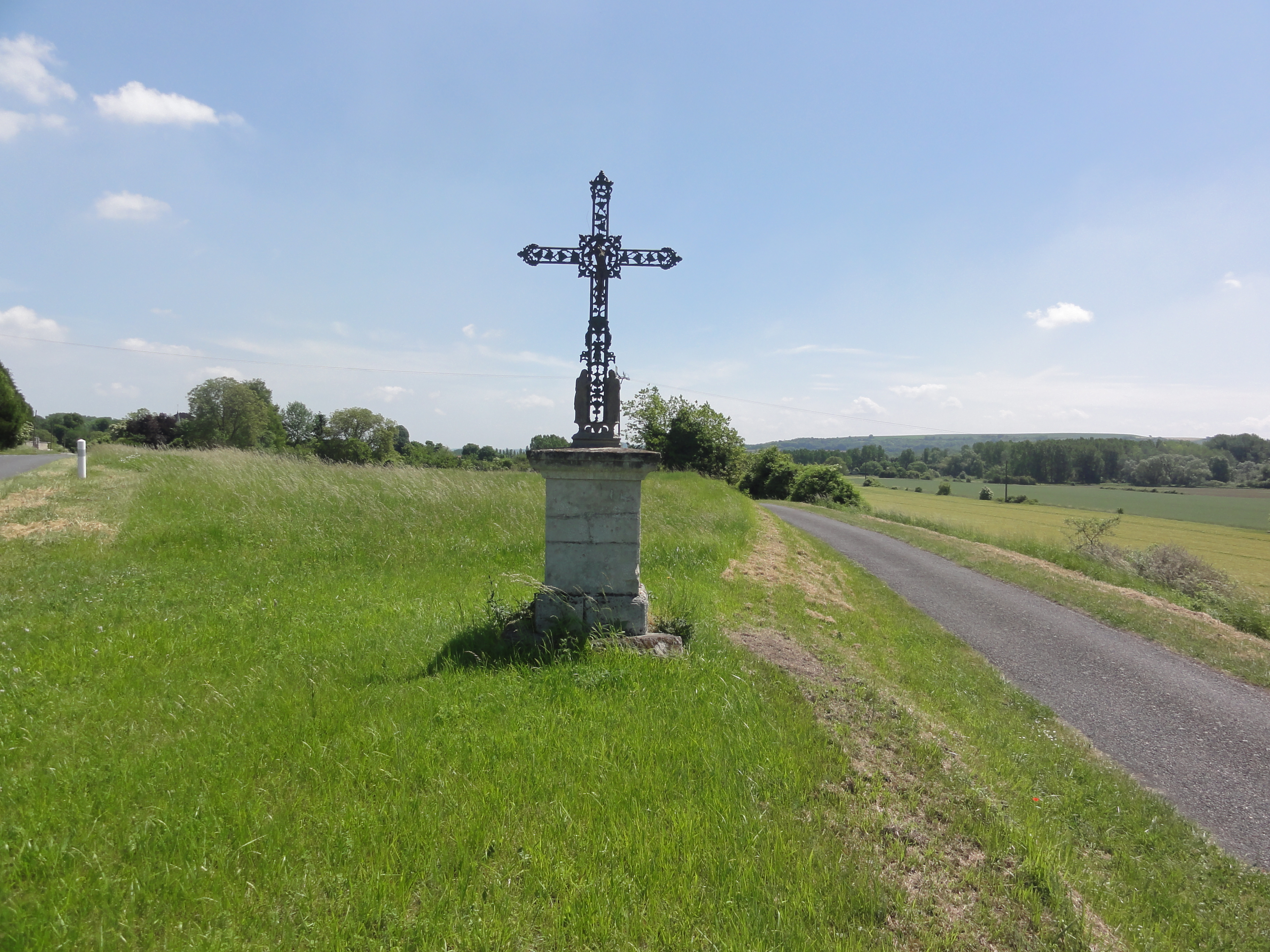
Flurkreuz an der Rue de Bourg et Comin

## Wirtschaft und Infrastruktur
In der Gemeinde Œuilly sind zwei Landwirtschaftsbetriebe ansässig (hauptsächlich Getreideanbau).
Durch die Gemeinde Œuilly führt die dem Aisnetal folgende Fernstraße D 925 von Soissons nach Guignicourt. Nahe Guignicourt besteht ein Anschluss an die Autoroute A 26. In der 20 Kilometer östlich gelegenen Gemeinde Villeneuve-sur-Aisne befindet sich der nächstgelegene Bahnhof an der Bahnstrecke von Reims nach Laon.

## Belege
1. ↑  Œuilly auf cassini.ehess
2. ↑  Œuilly auf INSEE
3. ↑  Landwirtschaftsbetriebe auf annuaire-mairie.fr (französisch)